# Караарнайское месторождение нефти
Караарнайское месторождение нефти (также Караарна, Кара-арна) — месторождение нефти и газа, расположенное в Жылыойском районе Атырауской области Казахстана, в 180 км к юг-юго-востоку от г. Атырау.

## История
Структура подготовлена под глубинное бурение сейсморазведкой в 1954 году. Поисковое бурение начато в 1955 году. Месторождение открыто в 1960 году (по другим данным, в 1956 году), находится в разработке с 1974 года. Несколько залежей имеют промышленное значение, три основных залежи (аптская, нижнеальбская и сеноманская) находятся на южном поле западного крыла. Месторождение находится в разработке (по другим данным, никакая деятельность не ведётся).

## Геология
В тектоническом отношении приурочено к двукрылой соляно-купольной структуре. Глубина залегания кровли продуктивных горизонтов находится в пределах 467—1046 м (по другим данным, купол погружён на 1800 м). Высота залежей 15—30 м. Залежи пластовые, сводовые. Разрез продуктивной толщи коллектора поровый. Открытая пористость 27,2—30,2 %, проницаемость 0,215—1,605 мкм², нефтенасыщенная толщина 3,5—8,5 м, коэффициенты нефтенасыщенности изменяются от 0,72 до 0,95. Газовый фактор 7,4—9,8 м3/т. Начальное пластовое давление 5,0—11,5 МПа, температура 32,5—40°С. Плотность нефти 964 кг/м³. Нефти сернистые 2,28—2,8 %, малопарафинистые 0,18—0,61 %. Попутный газ содержит метана — 88,9 %, пентана — 1,3 %, азота — 8,65—12,2 %, углекислого газа — 0,41 %. Режим работы залежей водонапорный. Пластовые хлоркальциевые воды с плотностью 1078—1105 кг/м³ и минерализацией 104—156,2 г/л.
Наиболее высокосмолистая, тяжелая нефть в Урало-Змбенском районе Казахстана.